# Martin Alsander
Martin Alsander, född 1971, är en svensk företagsledare och VD för Stampengruppen, som bland annat äger Göteborgs-Posten.
Alsander tillträdde som VD i Stampen Media Partner den 1 januari 2013, efter att tidigare ha varit VD för omvärldsbevakningsföretaget Infopaq i Sverige. Han hade tidigare haft flera uppdrag inom Kinnevik-koncernen och bland annat varit VD för Metro International och styrelseordförande för Metro Sverige. Den 1 april 2014 blev han VD för Stampenkoncernen.
Alsander är civilekonom utbildad vid Lunds Universitet.